# Paraeumigus montanus
Paraeumigus montanus är en insektsart som först beskrevs av Werner 1931.  Paraeumigus montanus ingår i släktet Paraeumigus och familjen Pamphagidae. Inga underarter finns listade i Catalogue of Life.